# ザ・ジャガーズ
ザ・ジャガーズ（The Jaguars）は、1967年にデビューしたグループ・サウンズ。

## メンバー
- 宮ユキオ（ドラムス、1937年11月16日 - 2013年10月29日[1]）※リーダー、1968年3月に脱退後、ニュー･ジャガーズを結成。解散後はパブ・レストランを経営
- 岡本信（リードボーカル、1949年4月20日 - 2009年4月19日）
- 宮崎こういち（リズムギター、ボーカル、1942年10月20日 - 2014年9月30日[2]）※1971年6月脱退
- 森田巳木夫（ベースギター、ボーカル、1944年6月16日 - ）
- 沖津久幸（リードギター、ボーカル、1945年1月1日 - ）※1969年に病気療養のため脱退
- 佐藤安治（オルガン、1946年5月13日 - 2021年3月10日[3]）※1970年9月脱退
- 浜野たけし（ドラムス、1949年4月26日  - ）※1968年に途中加入、1970年脱退
- 橋アキラ（ボーカル）※1970年に途中加入、元ザ・サマーズ
- 牧ツトム（ドラムス）※1970年に途中加入、1971年7月脱退、元ザ・サマーズ
- 石井芳夫（ボーカル）※1970年に途中加入、1971年7月脱退、元P.S.ヴィーナス

## メンバーの変遷
| 年                    | ボーカル                 | ドラムス   | ベース     | ギター                    | オルガン |
| --------------------- | ------------------------ | ---------- | ---------- | ------------------------- | -------- |
| 1964年 - 1968年3月    | 岡本信                   | 宮ユキオ   | 森田巳木夫 | 宮崎こういち 沖津ひさゆき | 佐藤安治 |
| 1968年3月 - 1969年    | 岡本信                   | 浜野たけし | 森田巳木夫 | 宮崎こういち 沖津ひさゆき | 佐藤安治 |
| 1969年 - 1970年9月    | 岡本信                   | 浜野たけし | 森田巳木夫 | 宮崎こういち              | 佐藤安治 |
| 1970年9月 - 1971年6月 | 岡本信 橋アキラ 石井芳夫 | 牧ツトム   | 森田巳木夫 | 宮崎こういち              |          |
| 1971年6月 - 1971年7月 | 岡本信 橋アキラ 石井芳夫 | 牧ツトム   | 森田巳木夫 |                           |          |
| 1971年7月             | 岡本信 橋アキラ          |            | 森田巳木夫 |                           |          |
| 1971年7月 - 1981年    | 解散中                   | 解散中     | 解散中     | 解散中                    | 解散中   |
| 1981年                | 岡本信                   | 宮ユキオ   | 森田巳木夫 | 宮崎こういち 沖津ひさゆき | 佐藤安治 |
| 1981年 - 2009年       | 岡本信                   | 宮ユキオ   | 森田巳木夫 | 宮崎こういち 沖津ひさゆき |          |

## 概要
グループの母体は、1963年に六本木野獣会のバンドとして結成された「野獣会オールスターズ」で、この時点では井上順など、野獣会メンバーの課外活動に近かったが、1964年には「宮ユキオとザ・プレイ・ファイブ」というエレキバンドへ発展した。デビューに際して、フィリップス・レコードで「ザ・ジャガーズ」（豹）と命名され、1967年6月にザ・カーナビーツと一緒にレコードデビューを果たす。
デビュー曲の『君に会いたい』が大ヒット。1968年3月には「進め!ジャガーズ 敵前上陸」で映画初主演。この映画は当時人気だった美人歌手の中村晃子と共演したコメディだが、小林信彦が脚本を担当していたことから、後年、カルト映画として再評価された。共演者にはてんぷくトリオ、三遊亭圓楽 (5代目)、穂積隆信らもいた。
GS（グループ・サウンズ）のファッションでは、ジャガーズとスパイダースは、ミリタリー・ルックのイメージが強かった。「君に会いたい」の後は、デイヴ・ディー・グループのカバー曲である「キサナドゥーの伝説」を発表した。だが、彼らが移動で使用していた専用マイクロバスが交通事故を起こし、メンバー全員が頭を縫うなどの負傷を負ってしまった。その結果、療養中に代役でジャズ喫茶に出演したオックスに人気を奪われてしまう。ジャガーズは1968年夏以降、GSブームの中でも埋没した存在となってしまう。
GSブームが終焉を迎えた1969年夏以降は、ジャズ喫茶やゴーゴークラブが主な活動の場となった。1970年に入り、メンバーの交代が顕著になっても活動を続けたが、1971年7月に解散した。
1981年1月、「さよなら日劇ウエスタンカーニバル」に出演。これを機に再結成（メンバーは宮・岡本・宮崎・森田・沖津。当初は佐藤も参加）し、テレビ出演やライブ活動を行う。その後も、宮・岡本・宮崎・森田・沖津のメンバーで活発にライブ活動を続けた。
2009年4月19日、岡本が自宅マンションの浴槽で死亡しているのが知人女性によって発見される。事件性は無く、入浴中に心不全を起こしたものと断定された。この岡本の死去によってザ・ジャガーズは事実上の活動停止となった。

## ディスコグラフィ

### シングル
1. 君に会いたい／ビート・トレイン（1967.6.1）
2. ダンシング・ロンリー・ナイト／若いあした（1967.10.5）
3. マドモアゼル・ブルース／哀れなジョン（1968.1.25）
4. キサナドーの伝説／二人だけの渚（1968.6.15）- イギリスのバンドDave Dee, Dozy, Beaky, Mick & Tichの『The Legend of Xanadu』のカバー
5. 星空の二人／恋のパスポート（1968.9.25）
6. 恋人たちにブルースを／恋するまゆみ（1969.1.25）
7. 二人の街角／愛の夜明け（1969.5.25）
8. いつか誰か／フェニックス（不死鳥）（1970.4.25）
9. はつらつ30才／漂泊の旅（1982.4.2　再結成時に発売）

### アルバム
- ジャガーズ対カーナビーツ（1967.8.1）
- ジャガーズ・ファースト・アルバム（1968.2.22）
- ジャガーズ・セカンド・アルバム（1969.6.25）

## 出演映画
- 進め!ジャガーズ 敵前上陸（1968年、松竹）